# Sumter National Forest
Der Sumter National Forest ist ein Nationalforst im Nordwesten des US-Bundesstaates South Carolina, am südlichen Zipfel der Blue Ridge Mountains. Der 1936 ausgewiesene Forst bedeckt eine Fläche von 1499 km². Er ist einer von zwei Nationalforsten in South Carolina, der andere ist der Francis Marion National Forest. Der Sumter National Forest wird vom United States Forest Service verwaltet und wurde nach Thomas Sumter, einem General der USA im Amerikanischen Unabhängigkeitskrieg und Mitglied des US-Kongresses, benannt.